# Saint-Jean-d'Hérans
Saint-Jean-d'Hérans é uma comuna francesa na região administrativa de Auvérnia-Ródano-Alpes, no departamento de Isère.